# NGC 1983
NGC 1983 (również ESO 56-SC133) – gromada otwarta powiązana z mgławicą emisyjną, znajdująca się w gwiazdozbiorze Złotej Ryby, w Wielkim Obłoku Magellana. Odkrył ją John Herschel 11 listopada 1836 roku, choć być może wcześniej w 1826 roku obserwował ją James Dunlop.